# Bande dessinée allemande
La bande dessinée allemande est la bande dessinée réalisée par des auteurs allemands, et destinée avant traduction aux marchés allemand, suisse et autrichien. Fortement concurrencée dans les pays germaniques par de nombreuses traductions de bandes dessinées de langue française, américaines, japonaises et néerlandaises, elle s'exporte assez peu.

## Histoire

### Avant la Première Guerre mondiale

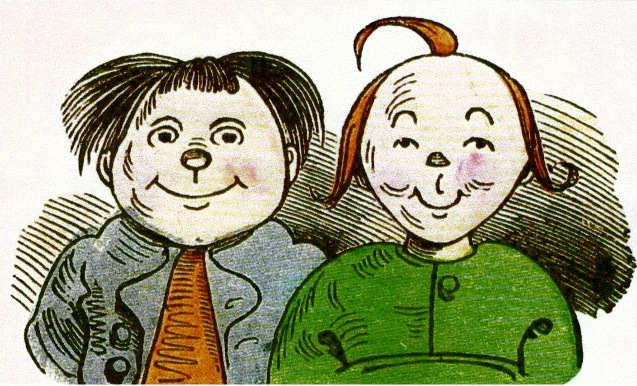
Max und Moritz

La naissance de la bande dessinée allemande s'inscrit dans une tradition de diffusions d'images imprimées, les Bilderbogen, sorte d'équivalents des images d'Épinal, doublée d'une forte présence de la presse satirique. Les premières bandes dessinées sont publiées dans le journal satirique munichois Fliegende Blätter publié par Kaspar Braun et Friedrich Schneider, lesquels éditent également des Bilderbogen. Les premiers auteurs sont Wilhelm Busch (dont l'œuvre la plus célèbre est Max und Moritz, publiée à partir de 1865), Carl Reinhardt (Meister Lapp und sein Lehrjunge Pips) et Lothar Meggendorfer (Meggendorfer Blätter). À la fin du siècle, les revues se multiplient : Simplicissimus, Der Wahre Jacob ou Kladderadatsch connaissent un certain succès. Des créateurs émigrés aux États-Unis comme Rudolph Dirks et Lyonel Feininger participent au développement du comic strip.
Parmi ces précurseurs, les œuvres de Wilhelm Busch sont celles qui ont obtenu le plus de succès. Elles ont été rapidement traduites en plusieurs langues, et sont passées dans le patrimoine culturel des pays de langue allemande, où elles demeurent très populaires. Cependant, selon le spécialiste allemand de la bande dessinée Andreas C. Knigge, le succès de ces histoires illustrées a aussi pu freiner en Europe et particulièrement en Allemagne le développement de la bande dessinée « moderne », dont elles sont encore assez éloignées. C'est ainsi que les premiers traducteurs de bandes dessinées américaines ont supprimé les bulles dont l'usage s'était généralisé aux États-Unis pour leur donner une forme plus semblable à celle des histoires illustrées classiques.

### Dans l'entre-deux-guerres: un timide renouveau sous influence américaine, coup d'arrêt nazi
Dans les années 1920, les magazines publicitaires promeuvent la bande dessinée. À la fin des années 1920, les bandes dessinées nord-américaines commencent à percer sur le marché allemand. En 1930, Ladislaus Kmoch (de) crée dans Das Kleine Blatt Tobias Seicherl (de), premier strip à bulles allemand. L'arrivée au pouvoir des nazis en 1933 met provisoirement fin à cet essor : le régime considère la bande dessinée comme une pratique d'origine étrangère sans intérêt dont il convient de limiter l'influence en Allemagne. Le strip essentiellement muet Vater und Sohn d'e.o.plauen constitue une exception. Publiée à partir de décembre 1934 dans la Berliner Illustrirte Zeitung, cette série devient la première bande dessinée vraiment populaire depuis celles de Wilhelm Busch. Elle constitue une étape importante de l'histoire de la bande dessinée allemande, car son dynamisme « rompt avec l’esthétique lourde des histoires illustrées classiques, et [marque] une modernisation du récit illustré en Allemagne ».
Après l'arrêt de Vater und Sohn, le même journal remplace le strip par Die 5 Schreckensteiner, de Ferdinand Barlog. Durant la Seconde Guerre mondiale, la publication de bandes dessinées cesse plus ou moins, notamment en raison des pénuries de papier. Elle renaît tardivement après l'armistice, suivant alors une évolution différenciée selon l'occupant.

### Après la guerre: la domination de la bande dessinée enfantine

#### En RFA
En RFA, la bande dessinée qui renaît n'est plus guère destinée qu'aux enfants, sur le modèle américain : des comic books influencés par les publications apportés par les GIs sont créés. En 1950, Manfred Schmidt crée Nick Knatterton dans Quick ; à l'origine parodie de bandes dessinées américaines, cette série policière connaît un très grand succès et est rapidement adaptée au cinéma. En 1951, Reinhold Escher (de) crée Mecki (de) dans Hörzu (de). En 1953 le rédacteur en chef du magazine Stern, Henri Nannen, décide de créer un supplément jeunesse, Sternchen faisant la part belle à la bande dessinée : Jimmy das Gummipferd (de) de Roland Kohlsaat (de) et Taró de F. W. Richter-Johnsen et Fritz Raab (de) en sont les séries phares. À partir de 1953, le prolifique Hansrudi Wäscher crée de nombreuses séries de bande dessinée d'aventure qui obtiennent un grand succès : Sigurd (chevalerie), Tibor (un tarzanide), Nick der Weltraumfahrer (science-fiction), etc.
C'est également en 1953 que Rolf Kauka lance Fix et Foxi (en), les aventures de deux renards dans un monde anthropomorphe d'inspiration disneysienne. Il crée un studio qui devient le principal pourvoyeur de bande dessinée enfantine populaire du pays, avec notamment Tom und Klein Biber et Mischa. En 1958, Bessy, création de Willy Vandersteen et Karel Verschuere commence à être traduite ; c'est également un grand succès.
À la suite de la création d'un Office fédéral de contrôle des médias dangereux pour la jeunesse en 1954, la bande dessinée allemande tend à s'auto-censurer. Il faut attendre la traduction, au milieu des années 1960, des albums Losfeld et des comics underground (dans Radical American Comics) pour qu'émerge une bande dessinée adulte en Allemagne de l'Ouest : Glamour-Girl d'Alfred von Meyserburg est la première série du type, en 1968. Les supports de publications alternatifs se créent, comme Pardon (Chlodwig Poth, F. K. Waechter, etc.), Hinz und Kunz, Zomix qui permettent l'émergence d'une nouvelle scène, autour de Rötger Feldmann, alias Brösel, qui en 1981 crée Werner, qui devient « un véritable phénomène de société », Franziska Becker (Mein feministscher Alltag), Ralf König (pionnier de la bande dessinée humoristique homosexuelle), Matthias Schultheiss (dont l'adaptation des Contes de la folie ordinaire de Charles Bukowski est un succès) et Gerhard Seyfried (plus underground).
La bande dessinée jeunesse évolue également. En 1972, le groupe Springer lance Zack, où Turi et Tolk (Turi und Tolk) de Dieter Kalenbach parvient vite au succès. L'hebdomadaire publie également des auteurs français, belges ou néerlandais, comme Hermann, Jean Graton ou Jean Giraud. Ehapa publie quant à lui Astérix.

#### Les revues pour la jeunesse en RDA
En RDA, hormis quelques strips publiés dans les journaux, la majeure partie de la production est également destinée à la jeunesse. Celle-ci s'organise autour de deux mensuels à bas coût, tous deux créés en 1955, qui ont un précurseur en Fröhlich sein und singen (puis Frösi en 1965), dont le premier numéro sort le 25 juin 1953 ; publication du mouvement de jeunesse communiste des moins de 14 ans, il n'est pas exclusivement consacré à la bande dessinée, et la propagande y est assez présente, rendant difficile la création d'œuvres de qualité. Son prix est de 20 Pfennige jusqu'en 1990, stabilité liée à l'idéologie du journal.
Le 4 avril 1955 apparaît Atze, son successeur logique puisqu'il est publié par la société Junge Welt, l'éditeur de la Jeunesse libre allemande, mouvement de jeunesse des 14-25 ans,. Un peu moins politisé que son prédécesseur, il propose également plus de bande dessinée. La plus célèbre d'entre elles est Fix und Fax de Jürgen Kieser, qui, sur le modèle de Fix und Foxi, conte les aventures de deux souris évoluant dans un univers anthropomorphes. Son tirage va de 420 000 (1960) à 560 000 exemplaires (1989) et son prix reste également stable à 20 Pfennige jusqu'en 1990.
Le 23 décembre de la même année paraît aux éditions Neues Leben le premier numéro de Mosaik, conformément au désir d'Hannes Hegen de créer une revue de bande dessinée,. La série phare est Dig, Dag und Digedag (connue également sous le nom des Digedags). Lorsque le trimestriel devient mensuel en juillet 1957, Hegen est entouré d'une équipe appelée le Mosaik-Kollektiv. La revue connaît un grand succès, d'autant plus qu'elle est orientée vers le divertissement pur : la bande dessinée est omniprésente et, comme dans les petits formats, de longues aventures sont offertes chaque mois aux lecteurs. Dès 1962, une édition finlandaise est lancée. En 1975, à la suite du départ d'Hegen et de ses personnages, l'éditeur lance les Abrafaxe (Abrax, Brabax und Califax), création de Lothar Dräger et Lona Rietschel. De nombreuses éditions en langue étrangère existent alors, mais elles rencontrent généralement assez peu de succès.
Ces revues restent jusqu'à la fin de la RDA les trois fers de lance de la bande dessinée enfantine, même dans les années 1980 lorsqu'un certain renouveau se fait sentir. Les revues pour la jeunesse est-allemande d'origine étatique ne survivent cependant pas à la réunification : Frösi et Atze disparaissent en mars 1991.

### La bande dessinée allemande depuis la réunification
Si la bande dessinée pour enfants reste peu innovante, et largement tributaires des traductions, la création allemande s'est fortement diversifiée depuis la fin des années 1980, autour de revues comme U-Comix (de), Schwermetall ou Strapazin (revue suisse) et d'éditeurs alternatifs comme Reprodukt, et d'auteurs comme Michael Goetze (de), Ronald Putzker (de), Walter Moers, Frans Stummer, Guido Sieber, Frida Bünzli, Hendrik Dorgathen, Haimo Kinzler, Isabel Kreitz, Martin Frei, Ralf Schlüter, Thomas von Kummant, Dieter Jüdt, Martin tom Dieck, Ulf K, etc.
Les revues pour la jeunesse arrivent à se maintenir à des niveaux de vente viables : Mosaik diffuse en 2010 à environ 73 200 exemplaires chaque mois (environ 120 000 en 1993) et Simpson Comics 36 700.
En Allemagne, le marché de la bande dessinée est moins développée que dans l'Europe francophone ou en Italie, et concerne environ 3 % des impressions. Les principaux éditeurs de bande dessinée allemande sont Schwarzer Turm, Weissblech Comics, Gringo Comics et Zwerchfell. Panini Comics publie les bande dessinées de Marvel et DC Comics. Carlsen Comics, Ehapa, publient des bandes dessinées françaises et japonaises.

### Documentation
Ouvrages
- (de) Eckart Sackmann, Die Deutschsprachige Comic-Fachpresse, Comicplus+, 2000 (ISBN 978-3-9847408-5-8)
- (de) Eckart Sackmann, Deutsche Comicforschung, Comicplus+, annuel, depuis 200

Articles
- Tomas M. Bunk, « Allemagne », dans Histoire mondiale de la Bande dessinée, Pierre Horay, 1989, 2e éd. (ISBN 2-7058-0165-0), p. 12-15
- Paul Derouet, « Les Allemands vont faire des bulles ! », Les Cahiers de la bande dessinée, Glénat, no 56,‎ janvier-février 1984, p. 44-45
- Patrick Gaumer, « Allemagne », dans Larousse de la BD, Larousse, 2004 (ISBN 978-2035054166), hors-texte p. 1-3
- Andreas C. Knigge, « Made in Germany. Notes sur l’histoire de la bande dessinée en Allemagne », Germanica, no 47,‎ 2010, mis en ligne le 11 janvier 2011 (lire en ligne)

Textes d'exposition
- Matthias Schultheiss, Germaniaques : la génération BD allemande, SIBD, 1993
- Goethe-Institut de Nancy, « La bande dessinée allemande », 2006

Internet
- (de) Orlando, Atze, Mosaik
- (en) Goethe-Institut, German-language comics, 2009